# グランド・サンチュール

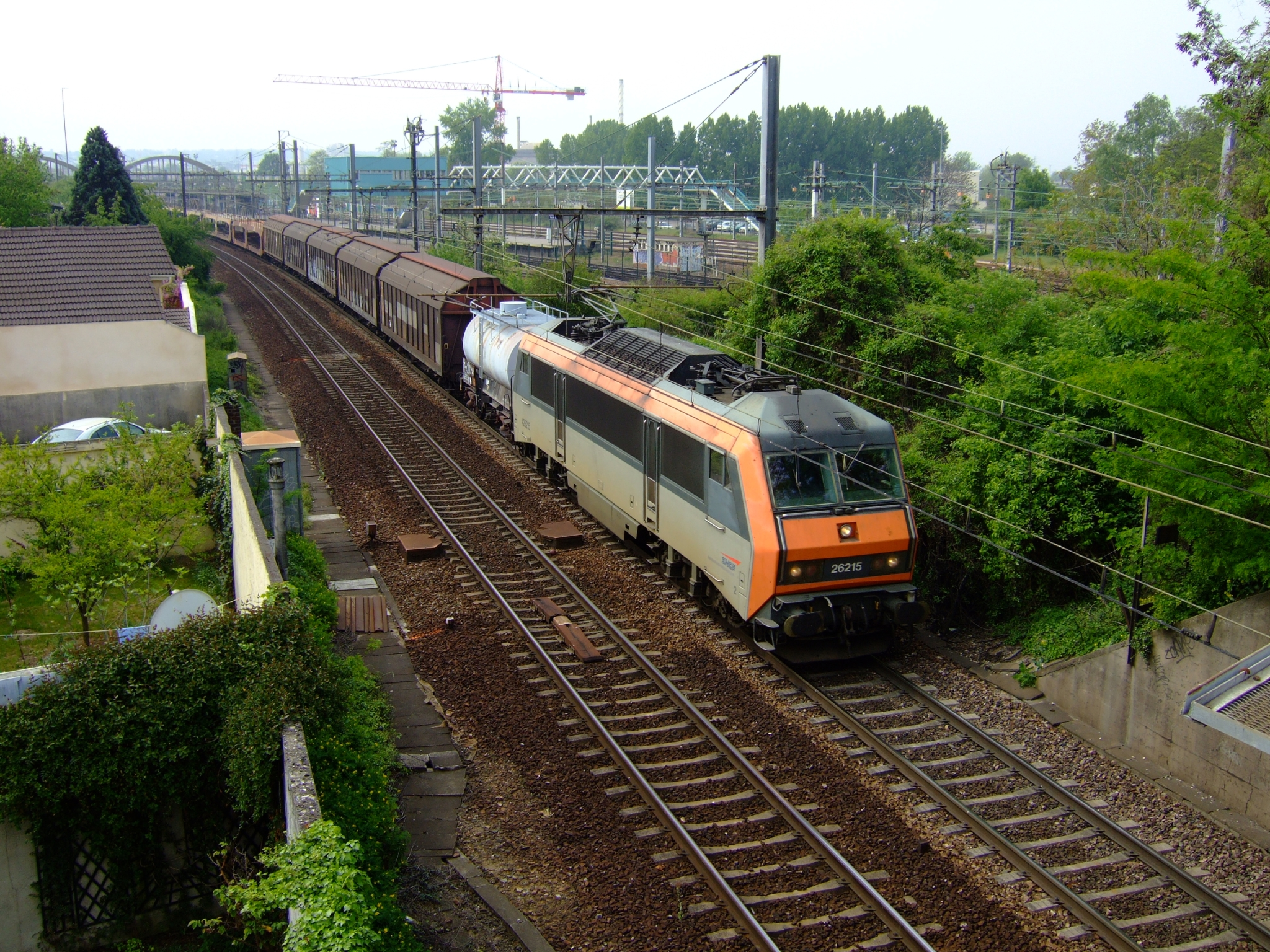
グランド・サンチュール・コンプレマンテルを走行する貨物列車

グランド・サンチュール（la Grande Ceinture、大環状線）は、フランスのパリ郊外イル＝ド＝フランス地域圏を一周するフランス国鉄の環状鉄道路線である。主に貨物線として用いられているが、一部区間では旅客列車の運転も行われている。

## 概要

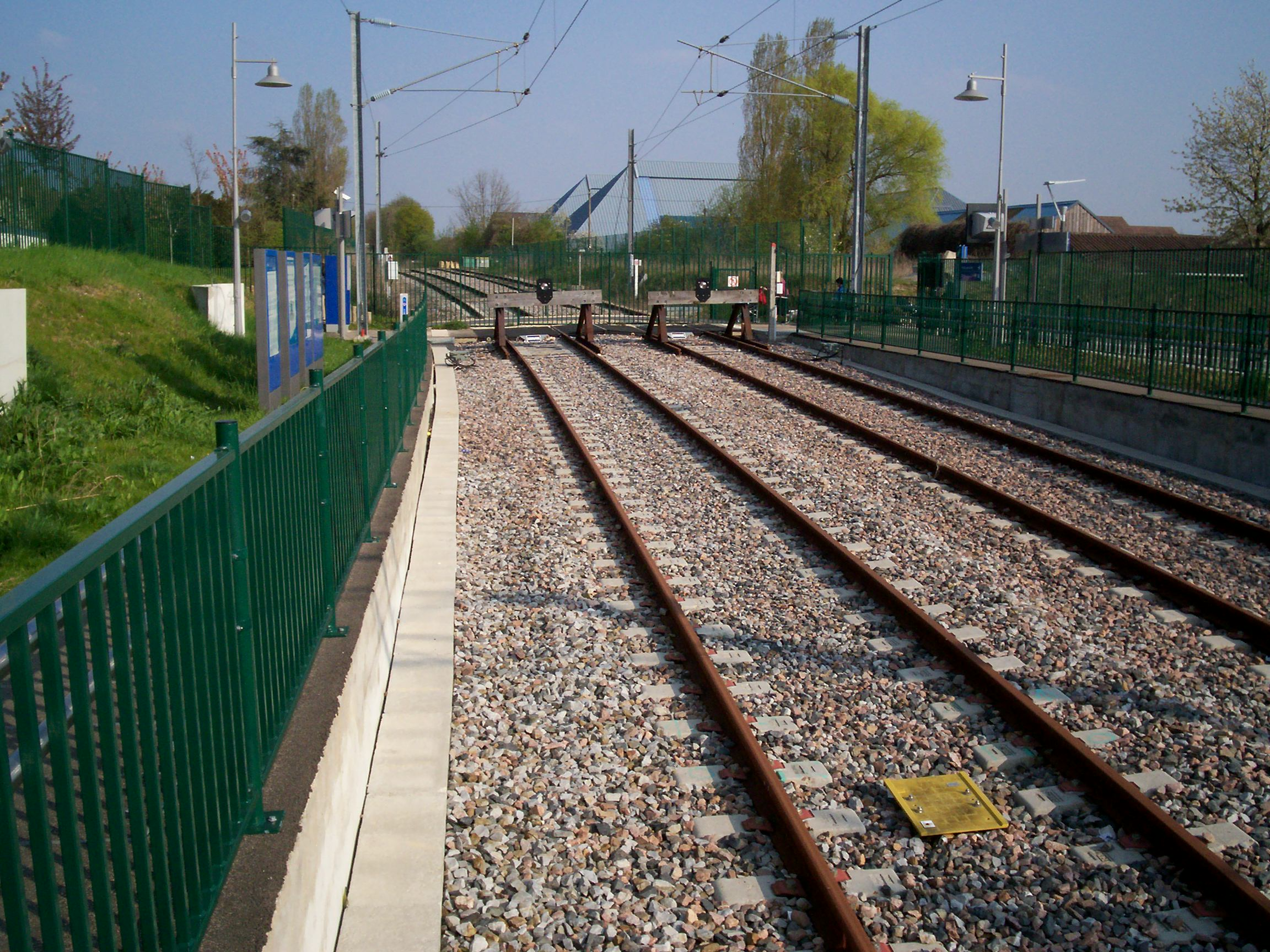
ノワジー＝ル＝ロワ駅、休止区間との境界

パリからフランス各地へ向かう鉄道路線は、フランス国鉄発足以前の鉄道会社の別により、西（モンパルナス駅およびサン・ラザール駅発）、北（北駅発）、東（東駅発）、南東（リヨン駅発）、南西（オステルリッツ駅発）の5つのネットワークに分割されている。グランド・サンチュールは19世紀後半にこれらのネットワークを連結する環状線として建設された。パリ市内のプティト・サンチュール（小環状線、一部廃線）よりも外を回っていることから「大」環状線と呼ばれる。パリ郊外の環状路線にはこのほかTGV専用のLGV東連絡線が存在する。
グランド・サンチュールの一周は約120kmある。東部にはグランド・サンチュール・コンプレマンテル（Grande Ceinture complémentaire、補充大環状線）、南部にはグランド・サンチュール・ストラテジック（Grand Ceinture stratégique、戦略的大環状線）と呼ばれる別経路が存在する。また「ストラテジック」の途中のオルリーからグランド・サンチュールのジュヴィシーまでヴィルヌーヴ側線(Évite-Villeneuve)と呼ばれる連絡線が存在し、「ストラテジック」の一部とヴィルヌーヴ側線を経由する経路をグランド・サンチュールの本線とみなすこともある。
通過する県は右回りにイヴリーヌ(78)、ヴァル＝ドワーズ(95)、セーヌ＝サン＝ドニ(93)、ヴァル＝ド＝マルヌ(94)、エソンヌ(91)の各県である。「ストラテジック」の一部はオー＝ド＝セーヌ県(92)も通過する。
フランスの鉄道の上下分離方式により、線路はフランス鉄道線路事業公社(RFF)が保有し、列車の運行は貨物・旅客ともフランス国鉄(SNCF)が行なっている。
なお西部のヴェルサイユ・シャンティエ(Versailles - Chantiers) - ノワジー＝ル＝ロワ(Noisy-le-Roi)間とサン＝ジェルマン＝アン＝レー・グランド・サンチュール(Saint-Germain-en-Laye - Grande-Ceinture) - アシェル(Achères)間は休止中であり、貨物・旅客とも列車は運行されていない。

### 路線データ
- 路線距離
  - グランド・サンチュール : 120.8km（休止区間を含む）/121.2km（ヴィルヌーヴ側線経由）
  - 「コンプレマンテル」 : 21.2km
  - 「ストラテジック」 : 16.2km
- 軌間 : 1435mm（標準軌）
- 複線区間 : 全線
- 電化区間 : 全線（休止区間を除く）
  - 直流1500V : ヴァラントン(Valenton) - ヴェルサイユ（南回り）、「ストラテジック」
  - 交流25kV, 50Hz : アシェル - ヴァラントン（北回り）、「コンプレマンテル」、ノワジー - サン＝ジェルマン

## 路線図

### 凡例
- 赤 - グランド・サンチュール（点線は休止中）
- オレンジ
  - C - グランド・サンチュール・コンプレマンテル
  - S - グランド・サンチュール・ストラテジック
  - V - ヴィルヌーヴ側線
- 青 - プティト・サンチュール（内側、廃線区間を含む）とLGV東連絡線（外側）
- 黒 - LGV（高速新線）
- 灰色 - その他の鉄道路線
- 緑 - 県境と県番号

### 主要駅・操車場等
- a - ヴェルサイユ＝シャンティエ駅(Gare de Versailles - Chantiers)
- b - ノワジー＝ル＝ロワ駅（英語版）(Gare de Noisy-le-Roi)
- c - サン＝ノム＝ラ＝ブレテシュ・フォレ・ド・マルリー駅(Gare de Saint-Nom-la-Bretèche - Forêt de Marly)
- d - サン＝ジェルマン＝アン＝レー・グランド・サンチュール駅(fr:Gare de Saint-Germain-en-Laye - Grande-Ceinture)
- e - アシェル(Achères)操車場
- f - サルトルーヴィル駅(Gare de Sartrouville)
- g - アルジャントゥイユ操車場
- h - ル・ブルジェ駅・操車場(Gare du Bourget)
- i - ノワジー＝ル＝セック駅(Gare de Noisy-le-Sec)
- j - ヴァラントン(Valenton)
- k - ヴィルヌーヴ(Villeneuve)操車場
- l - ジュヴィシー＝シュル＝オルジュ駅(Gare de Juvisy-sur-Orge)
- m - マッシー・パレゾー駅 / マッシーTGV駅
- n - ポン・デュ・ランジス・アエロポール・ドルリー駅(Gare du Pont de Rungis - Aéroport d'Orly)

- u - モンパルナス駅
- v - サン・ラザール駅
- w - 北駅
- x - 東駅
- y - リヨン駅
- z - オステルリッツ駅

### 主要放射状路線
- 1 - ル・マン、ブレスト方面
- 2 - グランヴィル(Granville)方面
- 3 - マント＝ラ＝ジョリー :  ルーアン・ル・アーヴル行TGV
- 4 - ル・アーヴル、シェルブール方面
- 5 - ボーヴェ、ル・トレポール(Le Tréport)方面
- 6 - アミアン、リール方面
- 7 - LGV北線
- 8 - ラン方面
- 9 - LGV東ヨーロッパ線
- 10 - ナンシー、ストラスブール方面
- 11 - ベルフォール、ミュールーズ方面
- 12 - LGV東連絡線 : LGV南東線方面
- 13 - ディジョン、リヨン、マルセイユ方面
- 14 - オルレアン、トゥール、リモージュ方面 : ブリーヴ＝ラ＝ガイヤルド行TGV
- 15 - LGV大西洋線

## 運行形態

### 貨物列車

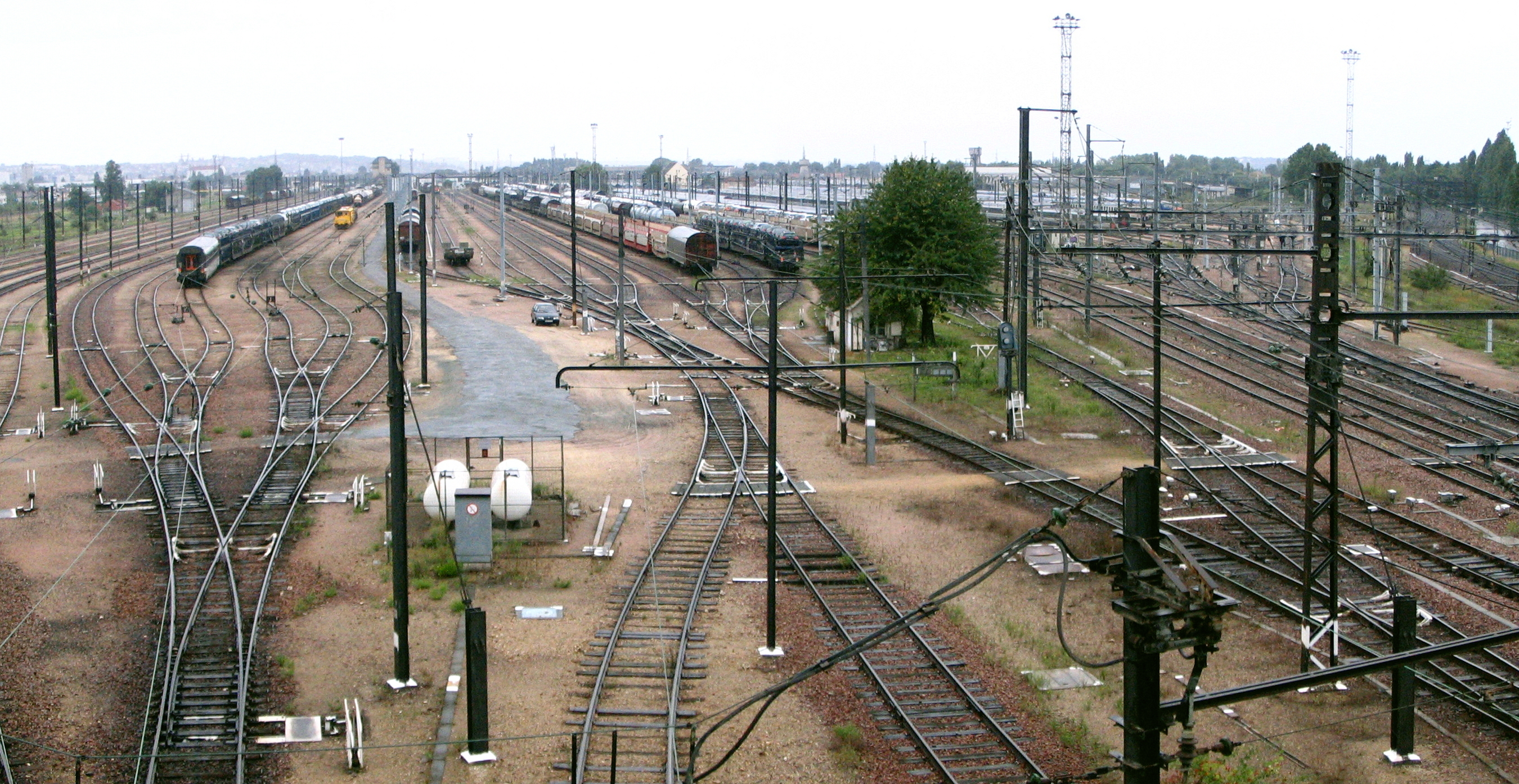
ヴィルヌーヴの操車場

グランド・サンチュールはパリを迂回する貨物列車が主に利用している。セーヌ＝サン＝ドニ県内など特に通行量の多い区間では、一日あたり200本以上の列車が通過する。主な操車場は以下の3か所である。
- アシェル - イヴリーヌ県 : サン・ラザール駅からルーアン、ル・アーヴル方面への路線との交点
- ル・ブルジェ - セーヌ＝サン＝ドニ県 : 北駅からラン方面への路線との交点
- ヴィルヌーヴ・サン・ジョルジュ - ヴァル＝ド＝マルヌ県 : リヨン駅からリヨン、マルセイユ方面への路線との交点

また「ストラテジック」の途中からはランジスのランジス公益市場への引き込み線があり、これらの物流拠点を目的地とする貨物列車もある。

### トランジリアン
グランド・サンチュールの一部は、イル＝ド＝フランス地域圏の近郊路線網であるトランジリアンの一部として旅客化されている。

#### グランド・サンチュール・ウェスト

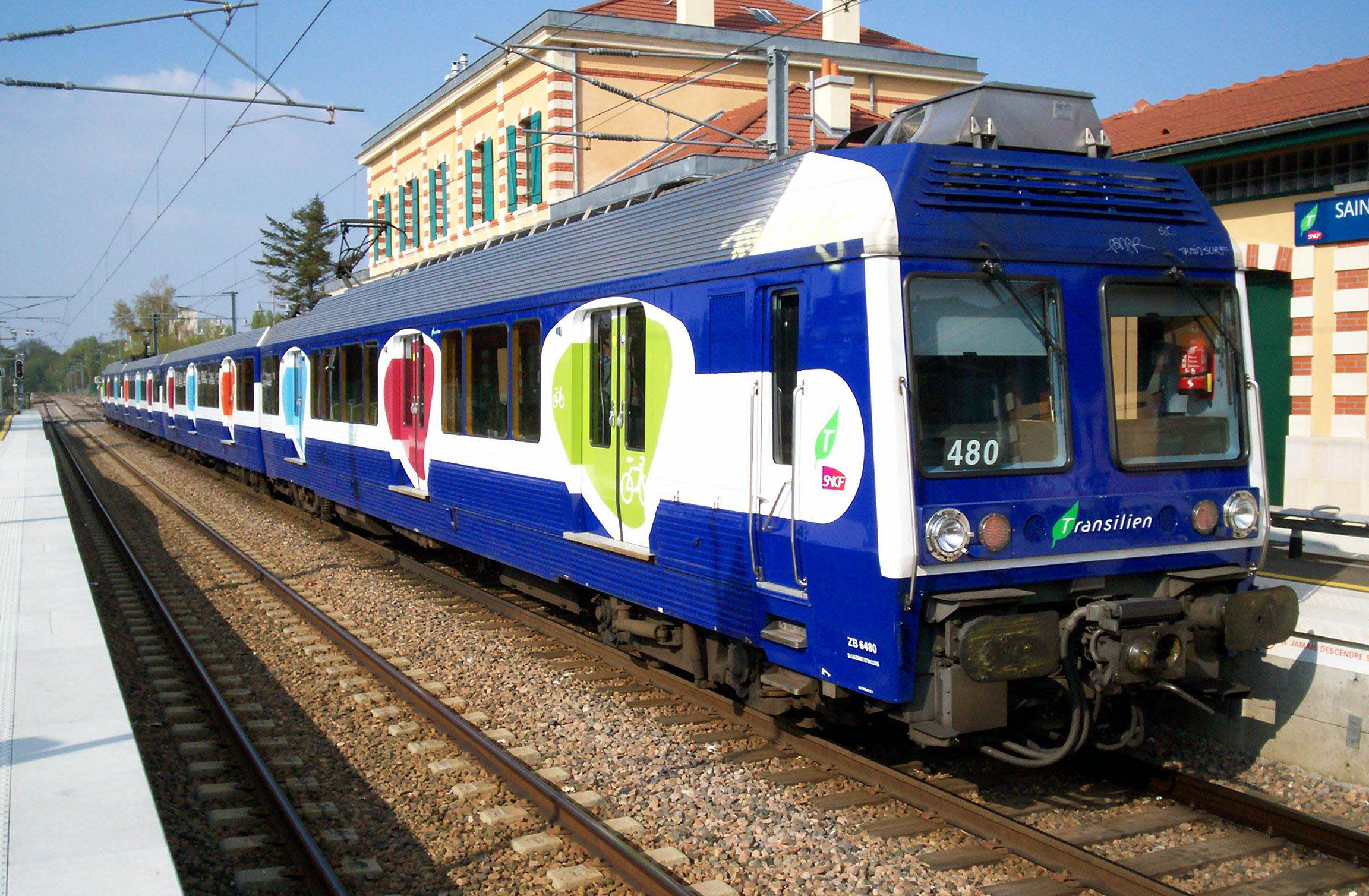
サン＝ジェルマン＝アン＝レーに停車中の列車

グランド・サンチュール西部のノワジー＝ル＝ルワ駅とサン＝ジェルマン＝アン＝レー・グランド・サンチュール駅の間はトランジリアンL線の一部として旅客化されており、途中のサン＝ノム＝ラ＝ブレテシュ・フォレ・ド・マルリー駅でサン・ラザール駅からの系統と接続している。この部分をグランド・サンチュール・ウェスト(Grand Ceinture Ouest, GCO)と呼ぶ。
この区間の全長は8.9kmで、両端を含め5つの駅がある。サン＝ジェルマン＝アン＝レーの駅は町の中心部やRER A線の駅とは離れた位置にある。
各駅停車のみが通常30分間隔、ラッシュ時15分間隔で運転されている。使用車両はZ6400型電車4両編成である。

#### RER C線
グランド・サンチュール・ストラテジックのショワジー・ル・ロワ(Choisy-le-Roi)駅 - マッシー・パレゾー駅間はRER C線のC2分岐として、またグランド・サンチュール南部のサヴィニー＝シュル＝オルジュ駅 - マッシー・パレゾー駅 - ヴェルサイユ・シャンティエ駅間はC線のC8分岐としてそれぞれ旅客化されており、ともにパリのオステルリッツ駅方面に直通する。
C2分岐にはポントワーズからパリを経由してマッシー・パレゾーまでの列車と、モンティニー・ボーシャン(Montigny - Beauchamp)駅からパリ経由ポン・デュ・ランジス・アエロポール・ドルリー駅までの列車がそれぞれ30分間隔で運転される。またC8分岐にはヴェルサイユ・リヴ・ゴーシュ(Versailles - Rive Gauche)駅からパリを経由しヴェルサイユ・シャンティエ駅までの列車が日中30分、ラッシュ時15分間隔で運転される。いずれもグランド・サンチュール内では各駅停車である。

### TGV
パリを始発・終着としない「地方間」TGVのうち、LGV大西洋線と他のLGVとの間を直通するものは、マッシーTGV駅の北にある大西洋線との連絡線から、ヴァラントンにあるLGV東連絡線西分岐線との連絡線までグランド・サンチュール・ストラテジックを走行する。
またル・アーヴル - マルセイユ間、ルーアン - リヨン間のTGVが一日各一往復存在し、これらはヴェルサイユ・シャンティエ駅からマッシー・パレゾー駅を経由しヴァラントンまでグランド・サンチュールおよび「ストラテジック」を走行し、LGV東連絡線に入る。
2007年12月にはブリーヴ＝ラ＝ガイヤルド（コレーズ県） - リール間のTGVが新たに設定され、ジュヴィシー - ヴァラントン間でグランド・サンチュールを走行するようになった。

## 歴史

### 開業

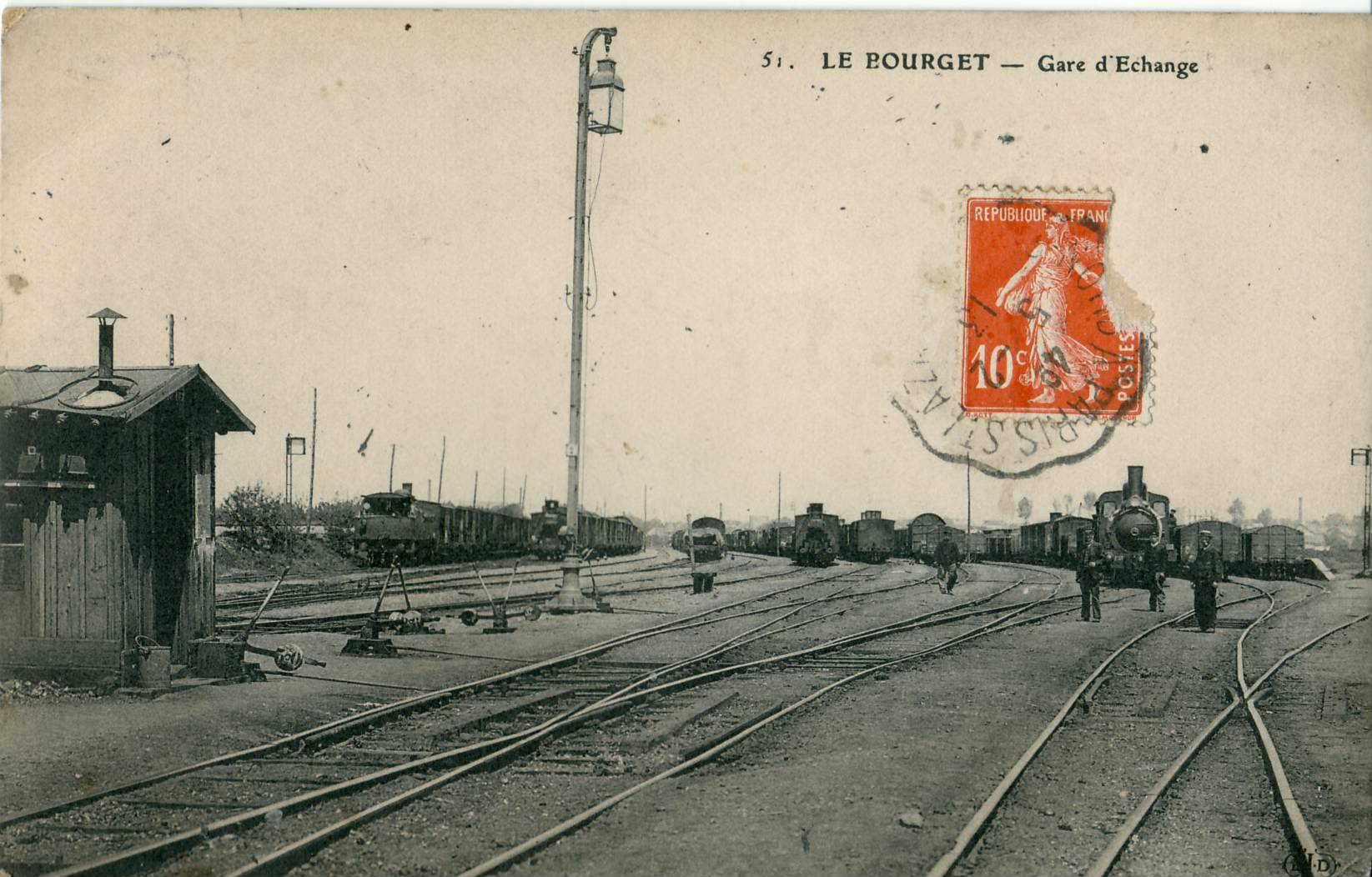
ル・ブルジュ操車場（1913年）

パリからフランス各地への鉄道網は19世紀中頃に建設されたが、これらは方面別に5つの会社に分かれており、相互の接続は遅れていた。1869年にパリ市の城壁の内側を一周するプティト・サンチュールが全通したが、翌1870年に勃発した普仏戦争ではその能力不足を露呈した。フランス各地から東部の前線へ向かう部隊や物資がほぼすべてパリのプティト・サンチュールを経由せざるを得ず、輸送量が限界に達したのである。
戦後、郊外に新たな環状鉄道が必要とされ、1875年にグランド・サンチュールの建設が決定した。まず1877年に東部のノワジー・ル・セック（東部鉄道）からヴィルヌーヴ・サン・ジョルジュ（パリ・リヨン・地中海鉄道）の区間が開通した。ヴィルヌーヴからジュヴィシー（パリ・オルレアン鉄道）までの既存の放射状路線と併せ、同年7月16日からパリ東駅 - オステルリッツ駅間でグランド・サンチュール経由の旅客列車の運行が始まった。続いて1882年には北部のノワジー・ル・セック - ル・ブルジェ（北部鉄道） - アシェル（西部鉄道）間が開通し、1883年に南部及び西部のジュヴィシー - ヴェルサイユ - アシェル間が開通した。これによりグランド・サンチュールは全通した。
さらに軍部の要請によりグランド・サンチュール・ストラテジックが建設され、1886年にヴィルヌーヴ - マッシー・パレゾー間が開通した。
1924年にはグランド・サンチュールの東部を二重化する「コンプレマンテル」の建設が決定し、1928年に開通した。この区間は当初貨物列車のみが運行されていたが、1934年には旅客列車の運転も始まった。
ヴィルヌーヴ側線は1937年に開通している。

### 運営形態

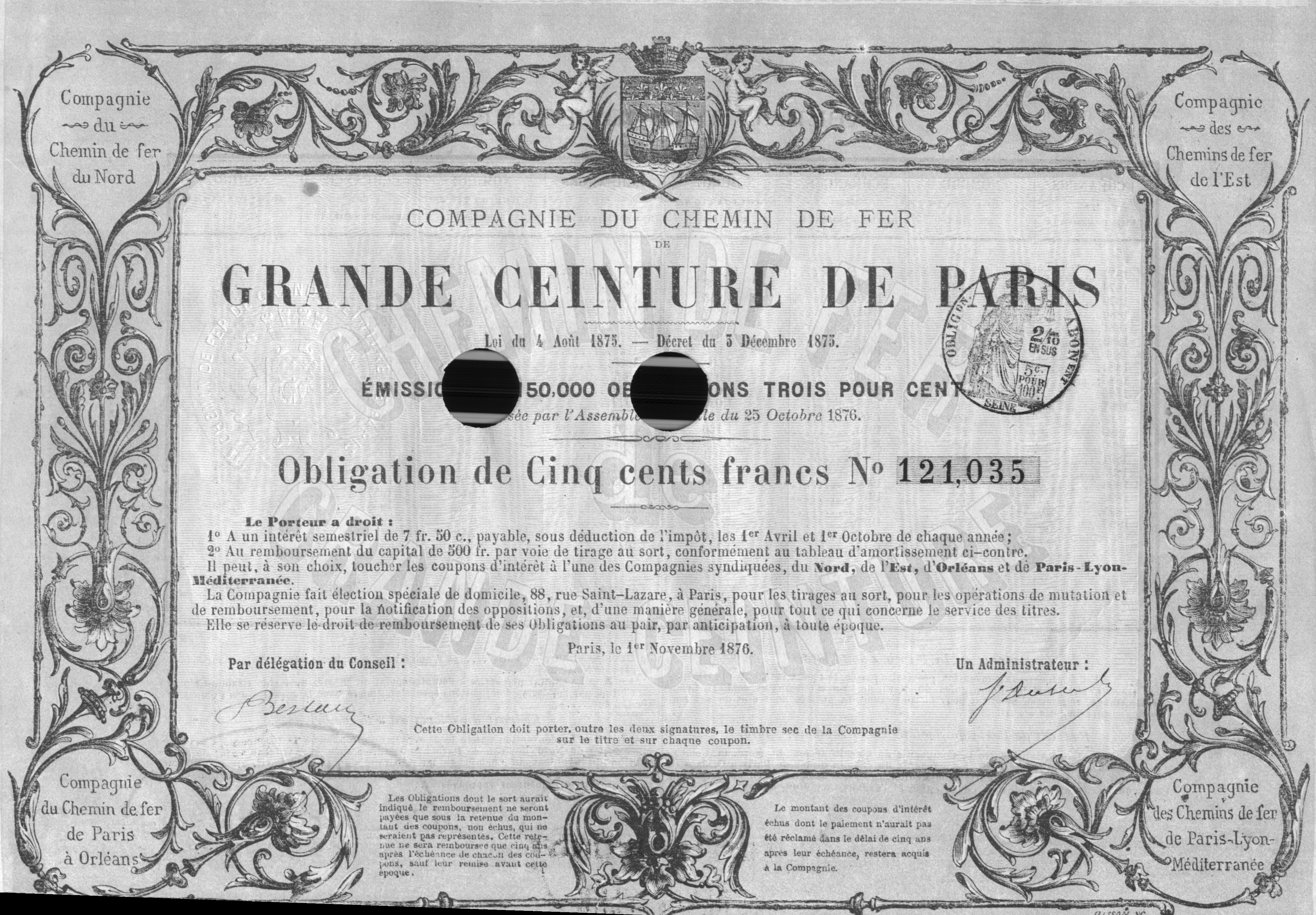
グランド・サンチュールの債券。四隅に四鉄道会社の名がある。

1875年に北部鉄道、東部鉄道、パリ・リヨン・地中海鉄道、パリ・オルレアン鉄道の4社により、グランド・サンチュールの建設と運営のための企業連合が結成された。なお放射状路線を運営する5社のうち西部鉄道はこの連合に加わっていない。1883年からはこの企業連合はプティト・サンチュールの運営組織と統合され、両環状線は一体となって運営された。ただしグランド・サンチュールの東部と西部の一部はそれぞれ東部鉄道と西部鉄道が直接運営した。
1934年にこの企業連合は解散し、グランド・サンチュールは国有鉄道（西部鉄道の路線を継承）と北部鉄道の2社に分割された。両者は1938年にフランス国鉄として統合された。

### 電化
グランド・サンチュールが電化されたのは第二次世界大戦後である。1945年にヴァラントンからオルリー、ヴィルヌーヴ側線を経由してジュヴィシーまでが直流1500Vで電化された。続いて1947年2月にはジュヴィシー - ヴェルサイユ間とオルリー - マッシー間が直流電化された。
一方、1950年代にはパリから北方向への路線が交流電化され、これに合わせてグランド・サンチュールの残りの区間も交流電化されることとなり、1970年頃までにアシェル - ヴァラントン間が交流25kV, 50Hzで電化された。なおヴェルサイユ - アシェル間は電化されないまま1990年代に休止されたが、グランド・サンチュール・ウェストの再旅客化にともない2004年に同区間が交流電化された。

### 旅客列車
グランド・サンチュールでは開通当初から貨物列車とともに旅客列車も運転されていたが、ダイヤは貨物優先であり旅客列車の本数は少なかった。
1939年には南部のジュヴィシー - ヴェルサイユ間を除いて旅客列車が廃止された。1969年になってグランド・サンチュール・ストラテジックのオルリー - ランジス間で旅客列車が復活し、1977年にはマッシー・パレゾーまで延長された。これらの旅客線は1979年にRERのC線に編入された。

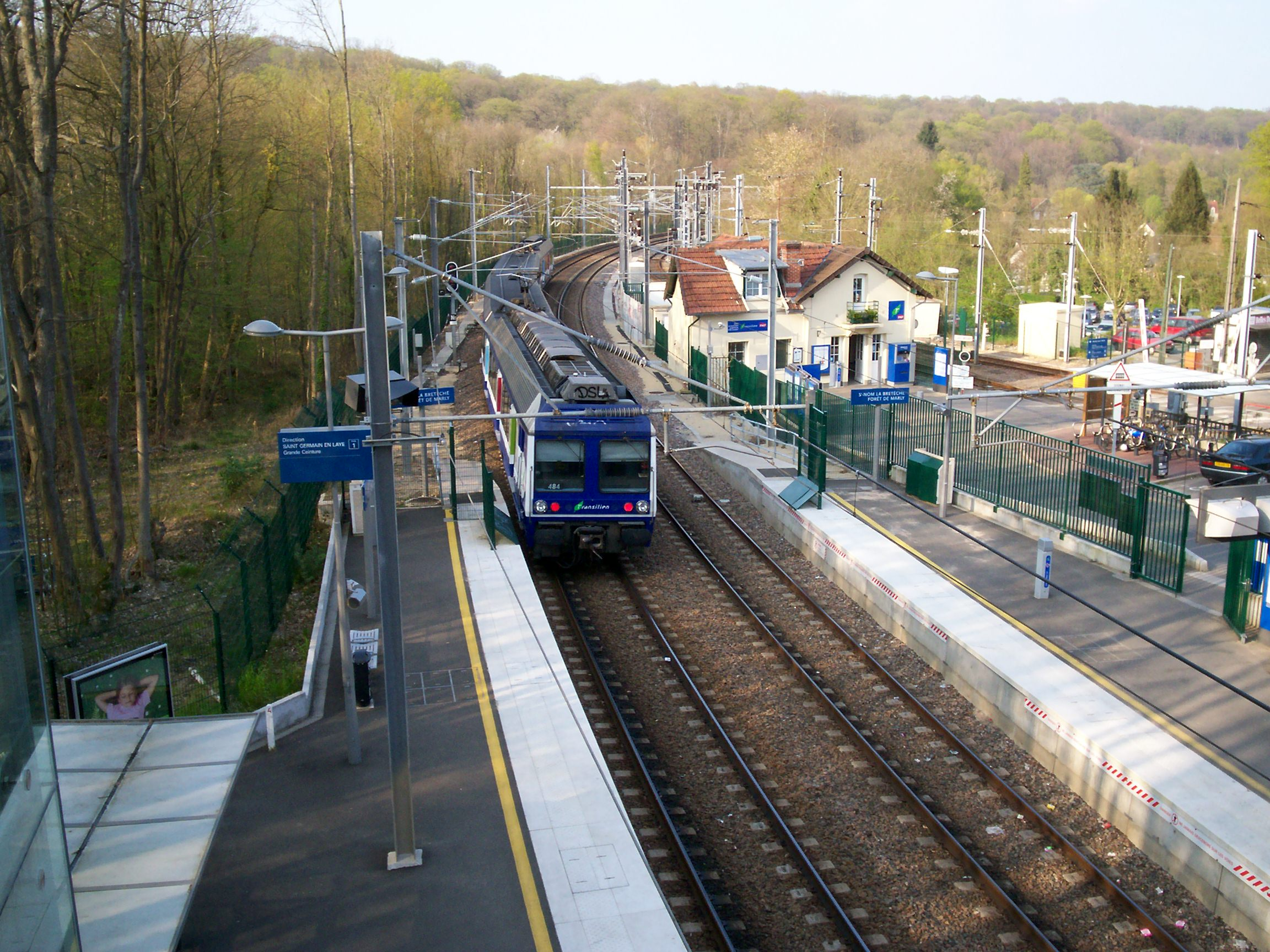
サン＝ノムの駅。周囲はマルリーの森

1990年代にグランド・サンチュール西部区間が休止されてから、同区間を旅客線として再活用することが計画された。当初はパリ・サン・ラザール駅からサン＝ジェルマン＝アン＝レーとノワジーまでそれぞれ直通するY字型の系統が検討されていたが、この案ではマルリーの森の中に連絡線を新設することになるため反対に会い、サン＝ノムで乗り換えるT字型の系統に変更された。このため開業は最初の計画から遅れ、2004年12月12日となった。

### TGV
1984年にパリを起点としない地方間TGVとしてリール - リヨン間の系統が設定され、グランド・サンチュールの東部区間を経由して運転されるようになった。さらに1986年にはルーアン - リヨンの系統が新設され、グランド・サンチュール南部区間もTGVが走行するようになった。その後LGV大西洋線やLGV北線の開業に伴い地方間TGVの系統は増加したが、1994年にLGV東連絡線が開業したことでグランド・サンチュール東部からTGVは姿を消した。

## 将来
グランド・サンチュール北部のサルトルーヴィル(Sartrouville) - ノワジー・ル・セック間を旅客化するタンジャンティエール・ノール（Tangentielle Nord、北接線）と呼ばれる計画が存在する。現存する貨物用の複線と並行して旅客用の複線を新設し、トラムトレインが運行される。途中RERの5路線すべてとトランジリアンのJ線（サン・ラザール駅方面）、H線（北駅方面）、トラムのT1線および計画中のトラミーと接続するほか、メトロの5号線、13号線と接続駅を作る構想もある。開業予定は2014年である。
このほか、グランド・サンチュール・ウェストを南北に延長してヴェルサイユとアシェルを結ぶタンジャンティエール・ウェスト(Tangentielle Ouest)や、グランド・サンチュール南部を利用してマッシー・パレゾー駅とエヴリーを結ぶトラムトレイン（別名タンジャンティエール・シュド、Tangentielle Sud）といった旅客線の計画も存在する。